# Olympische Winterspiele 1964/Skilanglauf – 3 × 5 km (Frauen)
Die 3 × 5-km-Skilanglaufstaffel der Frauen bei den Olympischen Winterspielen 1964 fand am 7. Februar 1964 in Seefeld in Tirol statt. Olympiasieger wurde die sowjetische Staffel mit Alewtina Koltschina, Jewdokija Mekschilo und Klawdija Bojarskich. Die Silbermedaille ging an die Staffel aus Schweden, Bronze an Finnland.

## Ergebnisse
| Platz | # | Land / Athletinnen                                                      | Zeit                                            |
| ----- | - | ----------------------------------------------------------------------- | ----------------------------------------------- |
| 1     | 5 | Sowjetunion Alewtina Koltschina Jewdokija Mekschilo Klawdija Bojarskich | 0:59:20,2 h 21:17,9 min 19:08,5 min 18:53,8 min |
| 2     | 7 | Schweden Barbro Martinsson Britt Strandberg Toini Gustafsson            | 1:01:27,0 h 21:53,9 min 19:51,3 min 19:41,8 min |
| 3     | 2 | Finnland Senja Pusula Toini Pöysti Mirja Lehtonen                       | 1:02:45,1 h 23:45,9 min 19:39,8 min 19:19,4 min |
| 4     | 6 | Deutschland Christine Nestler Rita Czech-Blasel Renate Dannhauer        | 1:04:29,9 h 22:34,1 min 21:00,8 min 20:55,0 min |
| 5     | 1 | Bulgarien Rosa Dimowa Nadeschda Wassilewa Krastana Stoewa               | 1:06:40,4 h 24:41,4 min 21:27,1 min 20:31,9 min |
| 6     | 3 | Tschechoslowakei Jarmila Škodová Eva Břízová Eva Paulusová              | 1:08:42,8 h 24:48,3 min 21:44,1 min 22:10,4 min |
| 7     | 8 | Polen Teresa Trzebunia Czesława Stopka Stefania Biegun                  | 1:08:55,4 h 25:53,4 min 22:15,6 min 20:46,4 min |
| 8     | 4 | Ungarn Éva Balázs Maria Tarnai Ferencne Hemrik                          | 1:10:16,3 h 24:24,8 min 22:59,4 min 22:52,1 min |

Datum: 7. Februar 1964, 09:30 Uhr 
Höhenunterschied: 64 m; Maximalanstieg: 39 m; Totalanstieg: 150 m 
8 Staffeln am Start, alle in der Wertung.
Obwohl über Nacht 15 cm Neuschnee gefallen war, war die Loipe morgens bei schönem Wetter recht schnell und im guten Zustand. Die Sowjetunion, die sowohl 1956 durch Finnland als auch 1960 durch Schweden besiegt worden war, war aufgrund der bisherigen Einzelkonkurrenzen der logische Favorit und übernahm schon nach 500 m die Führung, die sie nicht mehr abgab und sogar auf mehr als zwei Minuten ausbaute; jede Läuferin lief auf ihrem Abschnitt Bestzeit. Seltsames ereignete sich bei der finnischen Startläuferin Pusula, die eine derart schwache Zeit lief, sodass sie von ihrer Konkurrentin Koltschina um zweieinhalb Minuten distanziert wurde. Sie war in der gleißenden Sonne schneeblind geworden und taumelte durch die zweite Streckenhälfte. Doch schon auf der zweiten Teilstrecke konnte Pöysti den dritten Platz zurückerobern. Harte Positionskämpfe spielten sich hinter den Medaillenstaffeln ab, wobei sich Bulgarien noch auf Rang 5 vorschieben konnte.